# Бесчастнов, Алексей Дмитриевич
Алексей Дмитриевич Бесчастнов (1913—1998) — советский государственный и военный деятель, генерал-лейтенант.

## Биография
Родился в 1913 году в деревне Фряново (ныне — рабочий посёлок в Московской области).
В 1925 году окончил 5 групп сельской школы во Фряново. Трудовую деятельность начал в октябре 1926 года — работал пекарем-бараночником в пекарне общества потребителей, в январе — июне 1929 года был продавцом в магазине того же общества. С июля 1929 года — секретарь Фряновского поселкового совета. С января 1930 года — библиотекарь библиотеки при фабрично-заводской школе-семилетке.
В апреле 1930 года перешёл на комсомольскую работу — стал секретарём комитета ВЛКСМ шерстопрядильной фабрики им. III Интернационала во Фряново. С января 1931 года заведующий орготделом, а в июне-августе того же года — секретарь райкома ВЛКСМ города Щёлково.
В сентябре 1931 г. поступил в Московский коммунистический университет им. Л. М. Кагановича, после его окончания в июне 1932 г. — секретарь райкома ВЛКСМ в городе Дмитрове. В марте 1935 — январе 1936 г. учился на курсах марксизма-ленинизма при МК ВКП(б), затем работал секретарём райкома ВЛКСМ в городе Кашире.
В октябре 1937 г. направлен на работу в НКВД. Работал в центральном аппарате НКВД в оперативном отделе:
- помощник начальника 3-го отделения 2-го отдела ГУГБ НКВД СССР (25 октября 1937 — июнь 1938 г.);
- помощник начальника отделения 3-го спецотдела НКВД СССР (июнь — 1 ноября 1938 года);
- начальник 4-го отделения 3-го спецотдела (1 ноября 1938 — 7 мая 1940 г.).

С 1940 по 1948 годы работал в УНКВД-УНКГБ по Краснодарскому краю:
- начальник 3-го спецотделения Сочинского горотдела и заместитель начальника 3-го спецотдела УНКВД (7 мая 1940 — апрель 1941 г.);
- начальник 3-го отдела УНКГБ (апрель — август 1941 г.);
- начальник ЭКО УНКВД по Краснодарскому краю (с 6 сентября 1941 г.), возглавлял оперативные группы краевого УНКВД в Геленджике (с 29 сентября 1942 г.) и в Новороссийске (с 25 декабря 1942 г.);
- заместитель начальника УНКГБ по Краснодарскому краю по кадрам (24 июня 1943 — 13 мая 1944 г.);
- заместитель начальника УНКГБ — УМГБ по Краснодарскому краю (13 мая 1944 — 7 мая 1948 г.),

В 1941 году окончил 2 курса Краснодарского государственного педагогического института. 
В годы Великой Отечественной войны Бесчастнов командовал оперативной группой, которая действовала в горах под Новороссийском и по всему Черноморскому побережью от Новороссийска до Туапсе. В феврале 1945 года в качестве заместителя коменданта Ливадийского дворца участвовал в подготовке и проведении в Крыму встречи Рузвельта, Сталина и Черчилля. 
В 1945 году выезжал в командировку в Советскую зону оккупации Германии, в 1945—1946 году — в Польшу.
С 7 мая 1948 года по 5 ноября 1951 года — начальник УМГБ по Сталинградской области.
С 5 ноября 1951 года по 3 сентября 1954 года — старший советник МГБ/МВД/КГБ СССР в ЧССР. 10 июня 1953 г. был временно отстранён от должности и отозван в Москву, восстановлен в должности 20 июля.
С 3 сентября 1954 года по январь 1957 года — начальник 11-го отдела Первого главного управления КГБ при Совете министров СССР. В 1956 году выезжал в командировки в НРБ и РНР.
С января 1957 года по август 1962 года — старший советник КГБ при Совете министров СССР в ВНР.
С августа 1962 года по декабрь 1964 года — заместитель начальника 7-го Управления КГБ при Совете министров СССР.
В 1964—1968 годах работал на Кубе:
- Руководитель группы специалистов Госкомитета экономических связей СССР на Кубе (декабрь 1964—1965 )
- Руководитель Представительства КГБ при Совете министров СССР при МВД Кубы (1965—1968)

С 1968 года по 25 октября 1969 года — заместитель начальника Инспекции при Председателе КГБ.
С 25 октября 1969 года по 25 октября 1974 год — председатель КГБ при Совете министров Узбекской ССР.
С октября 1974 года по сентябрь 1981 года — начальник 7-го Управления КГБ СССР (занималось наружным наблюдением) — членом Коллегии КГБ СССР (19 августа 1975 — 11 сентября 1981).
По его инициативе в 1974 году на свет появилось легендарное подразделение антитеррора «Альфа», которое первоначально входило в структуру 7-го управления. Популярная книга «ТАСС уполномочен заявить» подарена ему Юлианом Семеновым с автографом: «Человеку, причастному к указанным событиям».
С 1981 года — в действующем резерве КГБ. Заместитель министра по производству минеральных удобрений СССР по режиму (октябрь 1981 — февраль 1986 г.), с 26 января 1982 г. — член Научно-технического совета при заместителе министра обороны СССР. С 1986 года на пенсии.
Депутат Совета Союза Верховного Совета СССР 8-го и 9-го созывов (1970—1979) от Ферганского избирательного округа № 632 Ферганской области. В Верховном Совете СССР 9-го созыва — член Мандатной комиссии Совета Союза. Также избирался депутатом Верховного Совета РСФСР 3-го созыва.
Член ВКП(б)/КПСС с 1932 года. Делегат XXIV съезда КПСС. Член ЦК КП Узбекистана.
Умер в 1998 году в Москве. Похоронен на Ваганьковском кладбище. 
Удостоен 15 орденов и 46 медалей, среди них ордена: Ленина, Октябрьской Революции, Трудового Красного Знамени, Красной Звезды, «Знак Почета». Есть и две высшие ведомственные: «Заслуженный работник НКВД» (декабря 1942 г.) и «Почётный сотрудник госбезопасности» (декабрь 1957 г.). Он — Почетный гражданин польского города Вроцлав.
В 2023 году во фряновской школе №25 имени И.А. Копылова открыли бюст генерал-лейтенанту Алексею Дмитриевичу Бесчастному.

## Звания
- лейтенант государственной безопасности (25 сентября 1938 г.);
- старший лейтенант государственной безопасности (28 февраля 1939 г.);
- капитан государственной безопасности (31 декабря 1942 г.);
- подполковник государственной безопасности (11 февраля 1943 г.);
- подполковник (июль 1945 г.);
- полковник (1948 г.);
- полковник государственной безопасности (1952 г.);
- полковник (1955 г.);
- генерал-майор (18 февраля 1958 г.);
- генерал-лейтенант (17 декабря 1969 г.)